# ویکی‌پدیای کرواتی

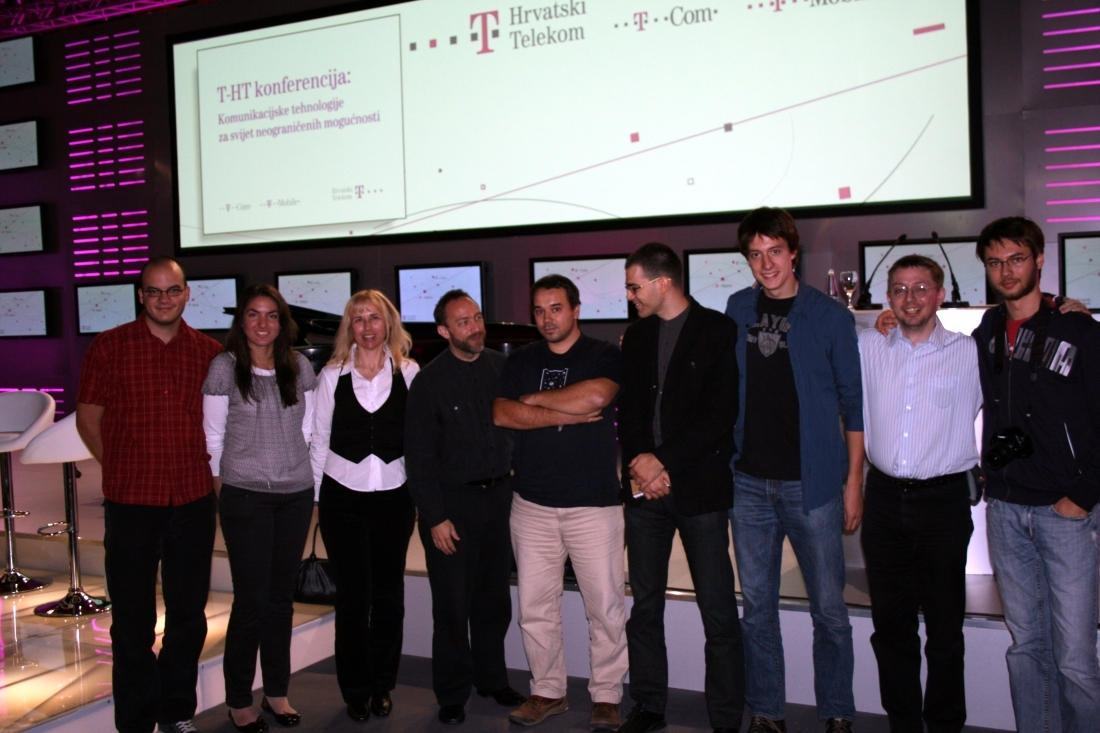
جیمی ولز و ویکی نویسان اهل کرواسی در یک کنفرانس در زاگرب در تاریخ ۱ اکتبر ۲۰۰۸

ویکی‌پدیای کرواتی یک نسخه از وب‌گاه ویکی‌پدیا به زبان کرواتی می‌باشد که در تاریخ ۱۶ فوریه ۲۰۰۳ شروع به کار کرد و تا تاریخ ۲۶ اوت ۲۰۱۰ دارای ۸۵۰۰۰ مقاله بود و در رتبه سی و ششم قرار داشت.
تا تاریخ ۳۰ مه ۲۰۱۱ این دانش‌نامه با ۹۷٬۶۸۲ مقاله در رتبهٔ سی و هشتم ویکی‌پدیاها قرار داشت و در ۷ ژوئیه ۲۰۱۱ از مرز ۱۰۰۰۰۰ مقاله گذشت. در دسامبر ۲۰۱۴ این نسخه ویکی‌پدیا بیش از ۱۵۰۰۰۰ مقاله داشته و در رتبهٔ چهلم ویکی‌پدیاها قرار گرفت. بیش از پانصد مقاله در این ویکی‌پدیا برگزیده هستند.